# آنتورپ (روستا، نیویورک)
آنتورپ (به انگلیسی: Antwerp) یک منطقهٔ مسکونی در ایالات متحده آمریکا است که در شهرستان جفرسون، نیویورک واقع شده‌است. آنتورپ ۲٫۶۷ کیلومتر مربع مساحت و ۵۰۶ نفر جمعیت دارد و ۱۵۶ متر بالاتر از سطح دریا واقع شده‌است.